# Ordre de l'Étoile (Jordanie)
Pour les articles homonymes, voir Ordre de l'Étoile.
L''ordre de l'Étoile, ou l'ordre de Hussein ibn Ali, est une décoration jordanienne créée le 22 juin 1949.

## Histoire
Cet ordre a été fondé par le roi de Jordanie Abdallah Ier, en l'honneur de son père le 22 juin 1949. 
La classe du grand cordon a été introduit par le roi Hussein le 23 septembre 1967.

## Grades
| Grades       | Grades         | Grades     | Grades   | Grades    | Grades |
| ------------ | -------------- | ---------- | -------- | --------- | ------ |
| Grand cordon | Grand officier | Commandeur | Officier | Chevalier |        |